# Paprec
Paprec ou Groupe Paprec est une entreprise française de collecte et recyclage de déchets industriels et ménagers, fondée en 1994, présidée par Jean-Luc Petithuguenin, dont le siège historique est à La Courneuve (Seine-Saint-Denis).
En 2022, avec 13 000 salariés répartis sur plus de 300 sites en répartis sur plus de 10 pays, le groupe Paprec est l'un des principaux acteurs français du recyclage, du traitement et de la valorisation des déchets.

## Histoire
À sa création, en 1994, Paprec employait 45 personnes pour un chiffre d'affaires de 5 millions d'euros. Selon France Info, ce rachat est financé par des sociétés luxembourgeoises détenues par des sociétés offshore au Panama et aux Îles Vierges britanniques.
Depuis 1994, 60 % de la croissance de Paprec est interne, et 40 % provient d'acquisitions.
En 2001, Paprec acquiert Lombard Recyclage qui deviendra Paprec Méditerranée à Pujaut.
En 2005, Paprec achète Better-Best Compound qui deviendra Paprec Plastiques à La Neuve-Lyre.
En 2006 et 2009, Paprec acquiert Valdelec qui deviendra Paprec D3E après la fusion avec Acoor Environnement. En 2007, Paprec acquiert Delaire Recyclage, branche recyclage du groupe Otor. En 2008, Paprec achète Prévost Environnement, une entreprise de traitement des déchets dans le Lot.
En 2009, Paprec acquiert Boucou Recyclage à Montardon, qui se nomme désormais Paprec Sud-Ouest Atlantique et Chèze Environnement. En 2010, Paprec acquiert Interseroh France renommé CDI Recyclage, le groupe suisse Lottner Gruppe, sa première acquisition à l'étranger et ISS Environnement qui deviendra NCI Environnement.
En 2011, Paprec achète Sophed-Santiard à Marseille (déchets de chantiers), Data Ex 4000, une seconde entreprise suisse, et Action Environnement Services (AES), spécialisée dans les déchets verts et le bois.
En 2013, Paprec acquiert l'Office de triage et de conditionnement (recyclage des papiers-cartons), SEF Environnement (déchets verts) et Matières plastiques de Bourgogne (recyclage plastique). En 2014, Paprec acquiert le groupe Desplat et ses filiales Léty Récupération et Mielle Récupération ainsi que l'entreprise Atlantic Metal, spécialisés dans le recyclage des ferrailles et métaux.
En 2016, Paprec annonce (en décembre) l'acquisition de Coved, la filiale spécialisée dans le traitement de déchets de Saur, pour entre 240 et 260 millions d’euros. Cette acquisition fait passer le groupe de 4 500 à 8 000 employés, pour un chiffre d'affaires de 1,3 milliard d’euros, le chiffre d'affaires de Coved étant de 330 millions d'euros. En juillet 2017, Paprec annonce l'acquisition Delta Recyclage, société de recyclage présent dans le Sud-Est de la France.
En avril 2017, Paprec achète Coved Environnement.
En janvier 2018, Paprec achète Ikos Environnement, puis en mars la société de recyclage et de transport Deroo (basée dans le Pas-de-Calais (créée en 1951, composée de 310 employés et dont le chiffre d'affaires est de 48 millions d'euros) « pour développer son activité dans les Hauts-de-France (où Paprec est déjà présent à Béthune, Harnes et Quesnoy-sur-Deûle) et étendre son expertise sur l’ensemble de la chaîne du recyclage des déchets » ;  Deroo apporte au groupe 230 chauffeurs habitués de la région et des pays limitrophes. Ceci porte à environ 1 000 le nombre d'employés de Paprec en région Hauts-de-France. 
En juin, Paprec annonce que s'il a l'accord des autorités de la concurrence, il va aussi acheter Inova Opérations, une filiale d'Altawest qui emploie environ 1 000 personnes avec environ 200 millions d'euros d'activité annuelle ; mi-2018, Inova Opérations gère trois incinérateurs : à Chinon (Indre-et-Loire), Noyelles-sous-Lens (Pas-de-Calais) et Pithiviers (Loiret) et en tant que sous-traitant gère la centrale à biomasse de Brignoles (Var).
En juillet 2021, Paprec rachète Dalkia Wastenergy (ex-Tiru), la filiale de valorisation énergique des déchets de Dalkia, créant par la suite un pôle Paprec Énergies à la suite de négociations exclusives depuis le mois de mars. Paprec avait racheté la division Opération et maintenance des CNIM en février 2021, ce qui lui avait déjà permis d'obtenir l'exploitation de plusieurs usines d'incinération.
En juillet 2021, le groupe annonce la construction d'une usine de tri des déchets à Richwiller (Haut-Rhin) en remplacement de son actuelle usine située à Aspach-Michelbach (également dans le Haut-Rhin). Cet investissement de 20 millions d'euros aura une capacité de traitement de 45 000 tonnes de déchets par an. En août 2021, l'entreprise familiale annonce l'acquisition de 20 % de son concurrent Pizzorno Environnement.
En octobre 2023, Paprec se lance sur le marché écossais avec un investissement de 120 millions d’euros. Le groupe français va également concevoir, construire et exploiter une unité de valorisation énergétique des déchets (UVE) dans la commune de Perth, en partenariat avec Binn Group, une entreprise locale spécialisée dans le traitement des déchets.

## Marques et entités
Le groupe Paprec comporte de nombreuses marques et entités parmi lesquelles :
|                            | Code Postal | Ville               | CA k€   | Année |                                                    |
| -------------------------- | ----------- | ------------------- | ------- | ----- | -------------------------------------------------- |
| Paprec Grand-Est           | 69680       | Chassieu            | 138 660 | 2018  | Récupération de déchets triés                      |
| Paprec Grand Île-de-France | 93120       | La Courneuve        | 114 443 | 2018  | Récupération de déchets triés                      |
| Paprec Grand Ouest         | 44800       | Saint Herblain      | 69 062  | 2018  | Récupération de déchets triés                      |
| Paprec Nord-Normandie      | 75008       | Paris               | 56 322  | 2018  | Récupération de déchets triés                      |
| Paprec Sud-Ouest           | 75008       | Paris               | 44 289  | 2018  | Récupération de déchets triés                      |
| Echalier Paprec Auvergne   | 63230       | Saint Ours          | 31 733  | 2017  | Récupération de déchets triés                      |
| Paprec D3E                 | 75008       | Paris               | 25 256  | 2018  | Déchets d'équipements électriques et électroniques |
| Paprec Techniques          | 75008       | Paris               | 28 445  | 2018  | Récupération de machines et équipements mécaniques |
| Paprec Agro                | 24800       | Saint Paul la Roche | 9 037   | 2018  | Récupération de déchets triés                      |

- Paprec Plastiques (entité spécialisée dans le recyclage du plastique)
- Paprec Chantiers (spécialisée dans le traitement des déchets de chantiers et BTP)
- La Corbeille Bleue (recyclage des papiers de bureaux et archives)
- Confidentialys (Destruction confidentielle de documents)
- Recydis (traitement des déchets industriels dangereux)
- Prévost Environnement
- FCR (cellule de ventes des matières premières secondaires)
- NCI Environnement
- Gros Environnement
- CDI Recyclage
- AES (Action Environnement Services)
- SEF Environnement
- MPB (Matières plastiques de Bourgogne)
- France Plastiques Recyclage
- Echalier
- Lottner AG (Suisse)
- E.Mueller AG (Suisse)
- Lopatex (Suisse)
- Data Ex 4000 AG (Suisse)
- Desplat
- Léty Récupération
- Mielle Récupération
- Atlantic Métal

## Organisation
En 2018, Paprec Group dispose et gère 210 sites en France, en Suisse, en Inde et au Togo dont :
- 30 centres de tri ;
- 27 installations de stockage de déchets non dangereux (ISDND) en activité en France ;
- 7 agences de trading et de négoce chargées de la vente des matières premières secondaires (MPS).

## Activités
Paprec Group intervient sur les métiers liés au recyclage, la gestion des déchets et les services à l'environnement : le recyclage des papiers et cartons, des déchets du secteur tertiaire, de déchets industriels banals (DIB), des déchets de chantiers, de la collecte sélective des ménages, des plastiques, du bois, des ferrailles et métaux, des déchets industriels dangereux ou spéciaux (DID ou DIS), des déchets d'équipements électroniques et électriques (DEEE), des piles, des déchets verts.
Paprec Group collecte, trie et recycle les déchets produits par ses clients (clients industriels et collectivités). Il revend ensuite les matières premières secondaires (MPS) produites. Paprec Group a développé les activités de gestion d'installations de stockage de déchets non dangereux (ISDND), la collecte des déchets ménagers ou le nettoiement urbain depuis notamment le rachat d'ISS Environnement.

### Commercialisation
Paprec Group exporte en 2018 vers la Chine 20 % de sa production de plastique recyclé, et 33 % de sa production de carton recyclé. Cependant, la volonté chinoise d'acheter des produits recyclés plus purs conduit à une chute de ces exportations, et à une situation de surproduction. Ceci pourrait générer une relocalisation de l'économie circulaire, alors que les prix des films plastiques issus du recyclage ont été divisés par trois en quelques années.

## Actionnariat et finances
Paprec Group a procédé à plusieurs tours de table pour recomposer son capital notamment :
- En 2006, avec l'entrée de Banexi (sponsor BNP Paribas), Demeter (sponsor CDC) et Natixis (groupe Banque populaire) qui prennent 40 % du capital et remplacent Société générale et Crédit agricole[36].
- En 2008, le Groupe Arnault prend une participation de 38 % dans le capital de Paprec Group[37].
- En 2012, ce sont le Fonds stratégique d'investissement de l'État français, le Crédit mutuel Arkéa, la Société générale, BNP Paribas et le groupe CM-CIC qui intègrent le capital de Paprec Group[38].

Au 11 février 2015, l'actionnariat du groupe se compose ainsi :
- 57 % détenu par la famille Petithuguenin, Crédit Mutuel Arkéa, Groupe des Papiers de Presse et Paprec Entrepreneurs ;
- 33 % possédé par BPI France (ex-FSI) ;
- 8 % détenu par BNP Paribas, Société générale, CM-CIC ;
- 2 % possédé par le Groupe Arnault.

Paprec Group est devenue le 20 mars 2015 la première entreprise de taille intermédiaire (ETI) française à émettre 480 millions de Green Bonds très largement souscrite. Le 27 mars 2018, l'entreprise a mis en place un financement d’un montant de 1 milliard d’euros composé de 800 millions d’euros de dette obligataire verte (green bonds) et de 200 millions d’euros de dette bancaire.

## Actions et Communication

### Lobbying

#### En France
Paprec Group déclare à la Haute Autorité pour la transparence de la vie publique exercer des activités de lobbying en France pour un montant annuel qui n'excède pas 25 000 euros en 2017 et 2018.

#### Auprès des institutions de l'Union européenne
Paprec Group est inscrit depuis 2018 au registre de transparence des représentants d'intérêts auprès de la Commission européenne, et déclare en 2018 pour cette activité des dépenses annuelles d'un montant inférieur à 10 000 euros.

### Charte de la laïcité et de la diversité
Le 10 février 2014, Paprec Group devient la première entreprise privée française à se doter d'une charte de la laïcité et de la diversité votée à l'unanimité par les salariés du groupe.

### Mécénat artistique
Depuis sa création, Paprec Group parraine chaque année un artiste, le laissant exprimer sa vision du recyclage. L’œuvre achetée est ensuite accrochée au siège du groupe ou dans l’une de ses agences.

### Mécénat de l'Opéra de Paris
Depuis 2000, Paprec Group soutient l'Opéra National de Paris au travers notamment de plusieurs opéras (L'Élixir d'amour en 2009, Don Giovanni en 2012, Giulio Cesare en 2013 et ballets (La Fille mal gardée en 2007, La Bayadère en 2012 et des œuvres de Béjart, Nijinski, Cherkaoui, Jallet).
Depuis 2010, le groupe est mécène principal du Ballet de l'Opéra national de Paris.
À ce titre, Paprec Recyclage est devenu membre de l'AROP (Association pour le Rayonnement de l'Opéra national de Paris).

### Sponsoring sportif
Depuis 2004, Paprec Group sponsorise le navigateur français Jean-Pierre Dick sur les circuits IMOCA et MOD70 sur des bateaux co-sponsorisés avec Virbac, société de santé animale (Paprec-Virbac 2). Il a aussi sponsorisé Yann Eliès lors de la Route du Rhum 2014 sur un Ultime 70 Paprec Recyclage. L'entreprise accompagne, avec Arkéa, désormais le skipper Sébastien Simon, vainqueur de la Solitaire du Figaro 2018, qui participera au Vendée Globe 2020. En 2022 le groupe s'engage pour six ans comme partenaire principal de la Solitaire du Figaro et donne également son nom à la Transat en double Concarneau-Saint-Barthélémy (ex-Transat AG2R) en tant que partenaire titre.
Paprec sponsorise d'autres clubs et sports tels que l'équipe de football américain du Flash de La Courneuve, le Polo Club du Domaine de Chantilly, le Hockey Club de Cholet, les équipes de rugby de ASM Clermont Auvergne, Cahors, Lavaur, Verdun, etc. L'entreprise est aussi connue pour sponsoriser les sports dans lesquels évoluent ses collaborateurs. Ainsi, des initiatives de ses salariés telles que l’ascension du Mont Blanc ou de l’Aconcagua sont accompagnées par Paprec Group.

## Non respect du droit du travail, accidents et morts
Paprec fait régulièrement l'objet de critiques, qui mettent en cause l'opacité financière de l'entreprise, les discriminations mises en œuvre par la direction à l'encontre des représentants syndicaux et l'utilisation de sans-papiers en dehors de tout respect du code du travail par l'intermédiaire de NTI, une entreprise sous-traitante,,.
Sont aussi relevées dans la presse, les conditions de travail dangereuses ayant occasionné de graves accidents du travail, et la mort de trois salariés.

## Poursuites judiciaires pour corruption et favoritisme
Fin mai 2022, Jean-Luc Petithuguenin est mis en examen à Paris dans le cadre d'une enquête pour corruption et favoritisme. Les faits portent sur deux marchés publics remportés par Paprec. Le PDG nie et rejette les accusations de corruption à son encontre. Il est toutefois contraint par la justice de céder sa place à la tête de l'entreprise.
En février 2025, l'entreprise accepte de payer 17,5 millions d’euros contre l'abandon des poursuites dans ce dossier de soupçons de corruption, d’entente et de favoritisme, dont l’enquête se poursuit.